# La Concepción (Zulia)
La Concepción es una localidad venezolana del estado Zulia, Venezuela. Ubicada en el municipio Municipio Jesús Enrique Lossada, es la capital del municipio y de la parroquia La Concepción. Dicha localidad está ubicado a 15 km al oeste de la ciudad de Maracaibo.

## Origen etimológico
La Concepción adoptó el nombre del hato La Concepción, este nombre es compartido por otras poblaciones del estado Zulia como Concepción la capital del municipio La Cañada de Urdaneta.

## Historia
El hato La Concepción fue fundado en el siglo XVIII como un desarrollo agrícola en la planicie de Maracaibo, paso por varios propietarios hasta que fue comprado por la Venezuelan Oil Concessions en 1921. El descubrimiento de los campos petroleros La Paz en 1922 con el pozo las Flores – 1 y La Concepción por el pozo C–1 en 1924, ambos perforados por la Shell cambió la actividad económica del pueblo de agrícola a petrolera. El hato y su casa todavía se conservan y son patrimonio cultural del municipio.

## Sectores
Entre los sectores de La Concepción se encuentran:
- Campo Niquitao
- Campo Paraíso
- Campo Guaicaipuro
- Campo O’ Leary
- Campo Elías
- Los Rosales
- Los Lirios
- Los Teques
- Los Cocos
- Campo E'Lata
- El Guayabo
- Los Veteranos
- Jaime Lusinchi
- Corea
- Sector 24 de Julio
- Sector Ave Maria
- La Pringamoza I y II
- Las Negritas y Las Pollitas
- El Totumo
- Cardoncito, Nutibara y San Miguel, La Línea
- Zona verde I y II
- Las Amalias
- Zona Nueva I y II
- 1.º de Mayo
- Paraíso
- La Marina
- El Molino
- Paraguachon
- El Eden
- Lo de Doria
- Sector La Matica
- sector rl curarire
- sector el eden

## Zona Residencial
La Concepción está formada por campos petroleros establecidos por la compañía Shell como residencia para sus trabajadores en terrenos del hato La Concepción, posteriormente se añadieron algunos sectores e infraestructura urbana.

## Vialidad y Transporte
La vía principal es la llamada vía a la Concepción que comienza en la Av La Limpia en Maracaibo en la curva de Molina y que llega hasta La Paz en el municipio Jesús Enrique Lossada y otra la que lleva a San Isidro. Los campos petroleros al ser planificados, tienen todos los servicios y calles rectas.
Entre las líneas de transporte que llegan a la Concepción están:
- La Concepción - Maracaibo Ruta La Paz
- La Concepción - Maracaibo Ruta Palito Blanco
- La Concepción - La Paz

## Clima
| Parámetros climáticos promedio de La Concepción | Parámetros climáticos promedio de La Concepción | Parámetros climáticos promedio de La Concepción | Parámetros climáticos promedio de La Concepción | Parámetros climáticos promedio de La Concepción | Parámetros climáticos promedio de La Concepción | Parámetros climáticos promedio de La Concepción | Parámetros climáticos promedio de La Concepción | Parámetros climáticos promedio de La Concepción | Parámetros climáticos promedio de La Concepción | Parámetros climáticos promedio de La Concepción | Parámetros climáticos promedio de La Concepción | Parámetros climáticos promedio de La Concepción | Parámetros climáticos promedio de La Concepción |
| Mes                                             | Ene.                                            | Feb.                                            | Mar.                                            | Abr.                                            | May.                                            | Jun.                                            | Jul.                                            | Ago.                                            | Sep.                                            | Oct.                                            | Nov.                                            | Dic.                                            | Anual                                           |
| ----------------------------------------------- | ----------------------------------------------- | ----------------------------------------------- | ----------------------------------------------- | ----------------------------------------------- | ----------------------------------------------- | ----------------------------------------------- | ----------------------------------------------- | ----------------------------------------------- | ----------------------------------------------- | ----------------------------------------------- | ----------------------------------------------- | ----------------------------------------------- | ----------------------------------------------- |
| Temp. máx. media (°C)                           | 7                                               | 8                                               | 11                                              | 15                                              | 18                                              | 20                                              | 22                                              | 21                                              | 18                                              | 15                                              | 11                                              | 8                                               | 14.5                                            |
| Temp. mín. media (°C)                           | -3                                              | -2                                              | 1                                               | 5                                               | 8                                               | 10                                              | 12                                              | 11                                              | 8                                               | 5                                               | 1                                               | -2                                              | 4.5                                             |
| Precipitación total (mm)                        | 59                                              | 53                                              | 61                                              | 64                                              | 69                                              | 72                                              | 78                                              | 83                                              | 88                                              | 81                                              | 74                                              | 68                                              | 850                                             |
| Días de lluvias (≥ 0.1 mm)                      | 10                                              | 10                                              | 11                                              | 11                                              | 12                                              | 13                                              | 13                                              | 14                                              | 14                                              | 13                                              | 12                                              | 11                                              | 144                                             |
| Horas de sol                                    | 63                                              | 68                                              | 99                                              | 124                                             | 150                                             | 186                                             | 200                                             | 192                                             | 153                                             | 118                                             | 86                                              | 69                                              | 1508                                            |
| [cita requerida]                                |                                                 |                                                 |                                                 |                                                 |                                                 |                                                 |                                                 |                                                 |                                                 |                                                 |                                                 |                                                 |                                                 |

## Deportes
- La Concepción BBC
- Noidue FC
- Fundación Futbol Club O'Leary
- Estadio Canaima (donde participaron grandes corredores venezolanos de la época), se practica la Bailoterapia, Futbol Campo, Frisbee Style y Atletismo, aunado a esto gran cantidad de pobladores realiza diferentes ejercicios para tonificar y mejorar su cuerpo.
- Softbol Masculino y Femenino. por vez primera y gracias al apoyo incondicional de Rosiris Orozco, se formó el equipo municipal de Softbol Femenino y Masculino, quedando en el segundo lugar del Campeonato Regional del 2012.
- Deporte con más practica en el municipio: Fútbol de Salón, Kickingball, Béisbol, Voleibol, Fútbol Campo, Baloncesto, Karate Do.
- Nuevos Deportes: Frisbee Style, Lucha.
- Más información pueden dirigirse a las oficinas del Estadio Olímpico Canaima, en la avenida principal de La Concepción, donde funciona el Instituto Municipal del Deporte y la Recreación del Municipio Autónomo Jesús Enrique Lossada.
- Gimnasio más popular se encuentra en la vida principal de la concepción , en otro se encuentra en el sector las parcelas

## Sitios de referencia

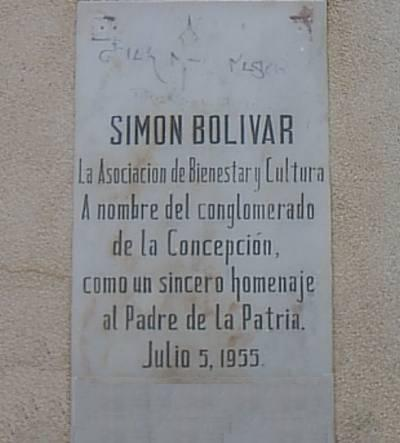
Plaza Bolivar

- Iglesia Santa Mónica. Inaugurada en 2002. Campo Niquitao
- Estadio de béisbol ubicado en el Campo Oleary
- Estadio de Fútbol
- Estadio Olímpico Canaima
- Estadio de Fútbol de La Paz
- Plaza Bolívar
- Plaza de los Niños
- Club Oleary
- el semáforo

## Sitios turísticos
- Cueva El Samán, considerada la cueva más grande de Venezuela
- Rio Palmarito
- Caño S
- La Paz

- Datos: Q5962973
- Multimedia: La Concepción (Zulia) / Q5962973